# El Taballal
El Taballal är en ort i Mexiko.   Den ligger i kommunen Salvador Alvarado och delstaten Sinaloa, i den västra delen av landet, 1 100 km nordväst om huvudstaden Mexico City. El Taballal ligger 71 meter över havet och antalet invånare är 577.
Terrängen runt El Taballal är platt åt nordväst, men åt sydost är den kuperad. Terrängen runt El Taballal sluttar västerut. Runt El Taballal är det ganska glesbefolkat, med 26 invånare per kvadratkilometer. Närmaste större samhälle är Guamúchil, 6,2 km nordväst om El Taballal. I omgivningarna runt El Taballal växer huvudsakligen savannskog.